# ファトゥマ・ネスリシャー・スルタン

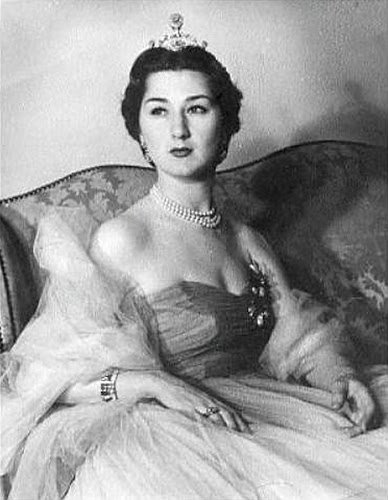
ファトゥマ・ネスリシャフ・スルタン

ファトゥマ・ネスリシャー・スルタン（トルコ語:Fatma Neslişah Sultan, 1921年2月4日 イスタンブール - 2012年4月2日 イスタンブール）は、オスマン帝国の皇女。帝国末期の2人の君主、スルタン・ヴァフデッティン（メフメト6世）とカリフ・アブデュルメジト（2世）の孫娘にあたる。トルコの市民名としてはネスリシャー・オスマンオウル（Neslişah Osmanoğlu）を名乗った。

## 生涯
カリフ・アブデュルメジト2世の長男エメル・ファルーク皇子と、スルタン・ヴァフデッティンの三女サビーハ・スルタン皇女の間の第1子、長女として、ニシャンタシュ宮殿で生まれた。両親の間には他に2人の妹、ハンザデ・スルタンとネジラ・スルタンが生まれている。父の異母妹デュルリュシェフヴァル・スルタンは英領インド・ニザーム藩王国の王太子妃であった。トルコ革命に伴う帝政崩壊により3歳で家族と共に亡命を余儀なくされ、南仏ニースで育った。
1940年、エジプト副王アッバース・ヒルミー2世の息子ムハンマド・アブデル・モネイム王子と結婚し、エジプト王室の一員となった。アブデル・モネイムは1938年、又従弟のファールーク1世国王の許可を得てアルバニア王ゾグ1世の妹と婚約したが破談に終わっており、ネスリシャー・スルタンを新たに妻に選んだのである。1952年のエジプト革命中、夫が幼王フアード2世の摂政宮に就任すると、ネスリシャーも摂政宮の夫人として王室のファーストレディ役を務めることになった。彼女は慈善事業などの公務をこなした他、ポロの競技大会やテニスの国際競技大会などスポーツ関係のイベントにも、王妃の代役として姿を現した。
夫の摂政時代は10か月ほどで終わり、1953年に王政廃止が決定されると、アブデル・モネイム夫妻は王族の地位を失った。1957年、夫妻はガマール・アブドゥル＝ナーセル大統領の政権打倒を目論む陰謀に参加した容疑で逮捕された。夫妻はトルコ共和国大統領のエジプト政府に対する働きかけにより、釈放された。夫妻はエジプトを出国して欧州に渡るが、まもなくネスリシャーの生国トルコに移った。1979年に夫と死別した後も、娘と一緒にトルコに居住し続けた。2012年、心筋梗塞により91歳で死去した。

## 子女
夫アブデル・モネイムとの間に1男1女をもうけた。
- 長男：アッバース・ヒルミー（1941年 - ）
- 長女：イクバール・ヒルミー（1944年 - ）